# Aéroport international d'Aba Tenna Dejazmach Yilma
Cette page contient des caractères éthiopiques. En cas de problème, consultez Aide:Unicode ou testez votre navigateur.
L'aéroport international d'Aba Tenna Dejazmach Yilma (አባ ጤና ደጃዝማች ይልማ ድፍን ዓለም የአየር ማረፊያ (abba ṭéna däjazmač yelma defen ʿaläm yä-ayyär maräfiya)), (code IATA : DIR • code OACI : HADR), est un aéroport situé à Dire Dawa, en Éthiopie.

## Situation
| \| 100 km1:14 593 000 \| Jimma Diré Dawa Addis-Abeba Mekele Arba Minch Asosa Aksoum Dar Kombolcha Gambela Gode Gondar Humera Jijiga Kebri Dahar Lalibela Robe Semera Shire |
| 100 km1:14 593 000 |

## Compagnies aériennes et destinations
| Compagnies         | Destinations                             |
| ------------------ | ---------------------------------------- |
| Ethiopian Airlines | Addis-Abeba Bole, Djibouti-Ambouli, Gode |

Actualisé le 17/11/2023